# Beeldenstorm

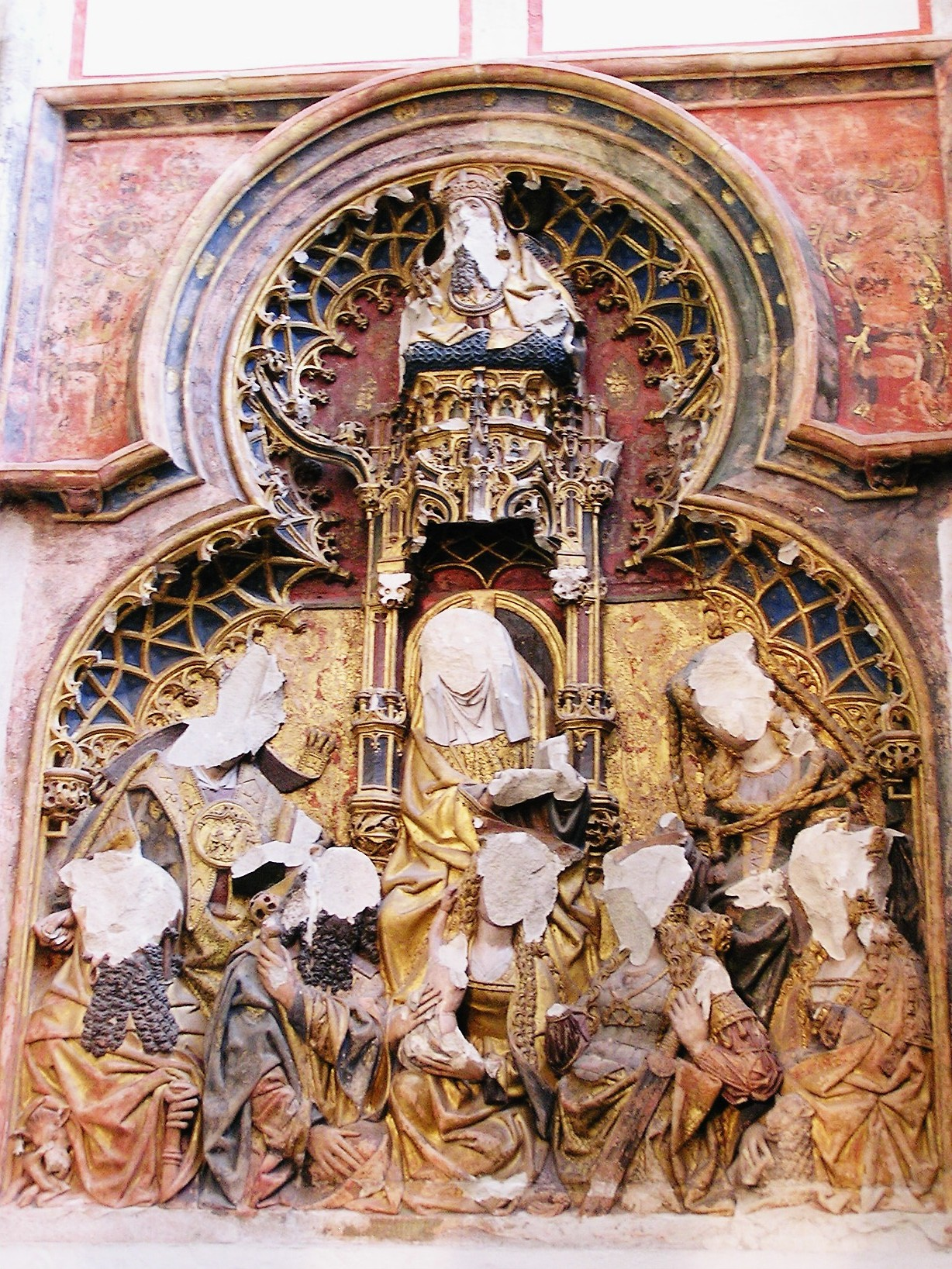
Imagens destruídas numa igreja de Utrecht, durante o Beeldenstorm.

Beeldenstorm (literalmente "tempestade das estátuas") designa o evento histórico que teve seu ápice em 1566, evento costumeiramente ligado à Guerra dos Oitenta Anos, caracterizado pela destruição iconoclasta oriunda dos movimentos reformistas e que se passou em Flandres.

## Pressupostos
Em 1500 Carlos V nasceu em Gante. Foi herdeiro das Dezessete Províncias (em 1506), da Espanha (1516) com suas colônias e, em 1519, foi eleito Imperador do Sacro Império Romano-Germânico.
A Pragmática Sanção de 1549, assinada pelo Imperador, declarou os Países Baixos com as Dezessete Províncias (ou, em sentido mais amplo, a Holanda Espanhola) como uma entidade separada do Sacro Império e também de França. Em 1565 Carlos V abdicou por motivos de saúde (sofria de gota incapacitante). passando assim a Espanha e as Dezessete Províncias ao seu filho, o rei Filipe II da Espanha.
A este tempo, o protestantismo já tinha atingido os Países Baixos. Entre os ricos comerciantes da Antuérpia as crenças luteranas difundidas pelos alemães da Liga Hanseática encontraram larga aceitação, provavelmente por razões econômicas.
A propagação do protestantismo na cidade foi auxiliada pela presença de um mosteiro agostiniano, fundado em 1514 no Bairro de Santo André. Martinho Lutero, um ex-agostiniano, havia ensinado a alguns daqueles monges, e seus trabalhos foram impressos em 1518. Os primeiros mártires luteranos vieram da Antuérpia.
A Reforma ocorreu ali em ondas consecutivas mas sobrepostas de reformismo: a luterana, protagonizada por um militante anabatista; em seguida, a menonita e, finalmente, o movimento calvinista. Esses movimentos existiram independentes uns dos outros.

## A reação real
Filipe II era um devoto católico, autoproclamado protetor da Contra-Reforma, e procurou suprimir o calvinismo em Flandres, em Brabante e na Holanda (onde hoje é a região belga de Limburgo era parte do Bispado de Liège e era, portanto, católica de facto).
Habituado à perseguição como modo de combate aos insurgentes, que já impusera na Espanha conquistada aos mouros, o rei obtém ali efeito inverso ao pretendido, com a população flamenga ampliando a excitação que culminou na revolta iconoclasta.

## O Beeldenstorm

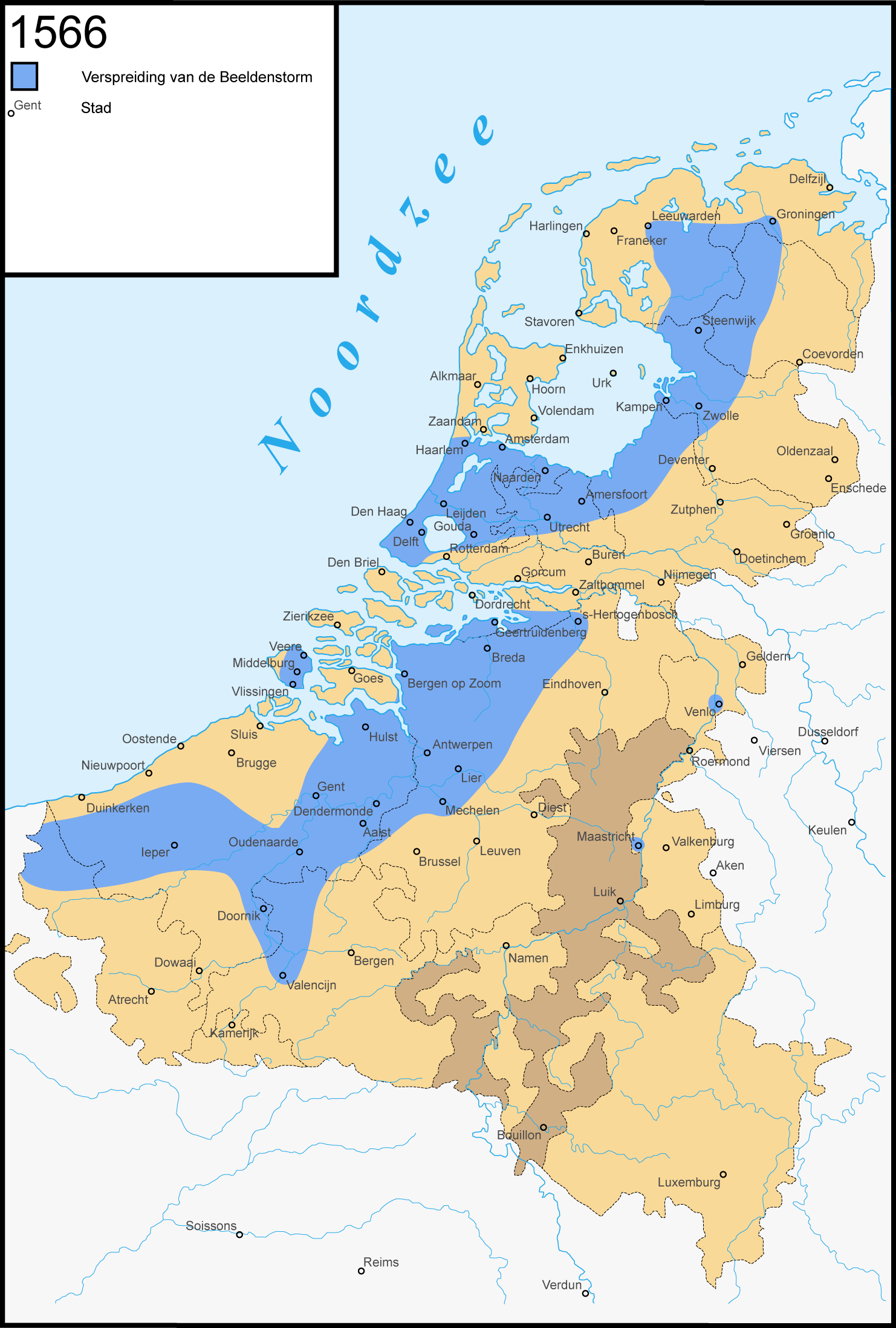
Mapa dos eventos em 1566

No ano de 1566 os protestantes reagem a Filipe II. Tem início o Beeldenstorm, que foi a destruição de imagens e pinturas representando os santos. A revolta é comumente associada à guerra religiosa que se seguiu, entre católicos e protestantes, especialmente os anabatistas.
O Beeldenstorm começou no que hoje é o distrito de Dunquerque, na Flandres francesa, com sermões ao ar livre (em neerlandês:  hagepreken). O primeiro ocorreu num lugar chamado Cloostervelt, próximo a Hondschoote. O primeiro grande sermão, entretanto, ocorrera em 12 de julho de 1562, próximo a Boeschepe. Esses sermões ao ar-livre, principalmente dos anabatistas e dos menonitas, espalharam-se por todo o país. 
Em 10 de agosto de 1566, ao final de uma peregrinação que partira de Hondschoote até Steenvoorde, a capela de Sint-Laurensklooster (Monastério de São Lourenço) foi desfigurada pelos protestantes. Não apenas os objetos de culto católico foram alvo da iconoclastia - vários padres também perderam a vida.
A onda destruidora espalhou-se para os lados da Antuérpia e, em 22 de agosto, atingiu Gante. Ali foram atacadas uma catedral, oito igrejas, vinte e cinco mosteiros, dez hospitais e sete capelas. De Gante os ataques se propagaram para leste e norte, durando pouco menos de um mês.

## Consequências
Filipe II mandou um exército, sob comando do Duque de Alba, para reprimir os rebeldes. Novamente a reação foi o oposto do que pretendia o rei, pois o povo se uniu, proclamando a independência das Províncias Unidas.
Derivam, portanto, desses fatos, as invasões holandesas na Bahia e em Pernambuco, já que Portugal e suas colônias estavam sob domínio espanhol.